# Arran Brown
Arran Brown (Johannesburg, 24 maart 1985) is een Zuid-Afrikaans voormalig wielrenner.

## Overwinningen
2007
 Zuid-Afrikaans criteriumkampioen, Elite
2009
Ronde van de Kaap IV
2010
Ronde van Delhi
2011
3e en 9e etappe Ronde van Marokko
2012
3e, 4e, 9e en 10e etappe Ronde van Marokko

## Ploegen
- 2008 –  House of Paint
- 2011 –  MTN Qhubeka
- 2012 –  MTN Qhubeka

Bakke · Ball · Baxter · Brown · Edwards · Funnell · Kachelhoffer · Pepper
Brown · Girdlestone · Impey · Janse van Rensburg · Keey · Namanyana · Nel · Niyonshuti · Petrus · Potgieter · Tennent · Van Heerden · van Niekerk · Wesemann
Abraha · Beneke · Brown · Debesay · Grmay · J.Janse van Rensburg · R.Janse van Rensburg · Jim · Nel · Niyonshuti · Petrus · Potgieter · Russom · Tewelde · van Niekerk · Venter · Wesemann